# Proosdijpark

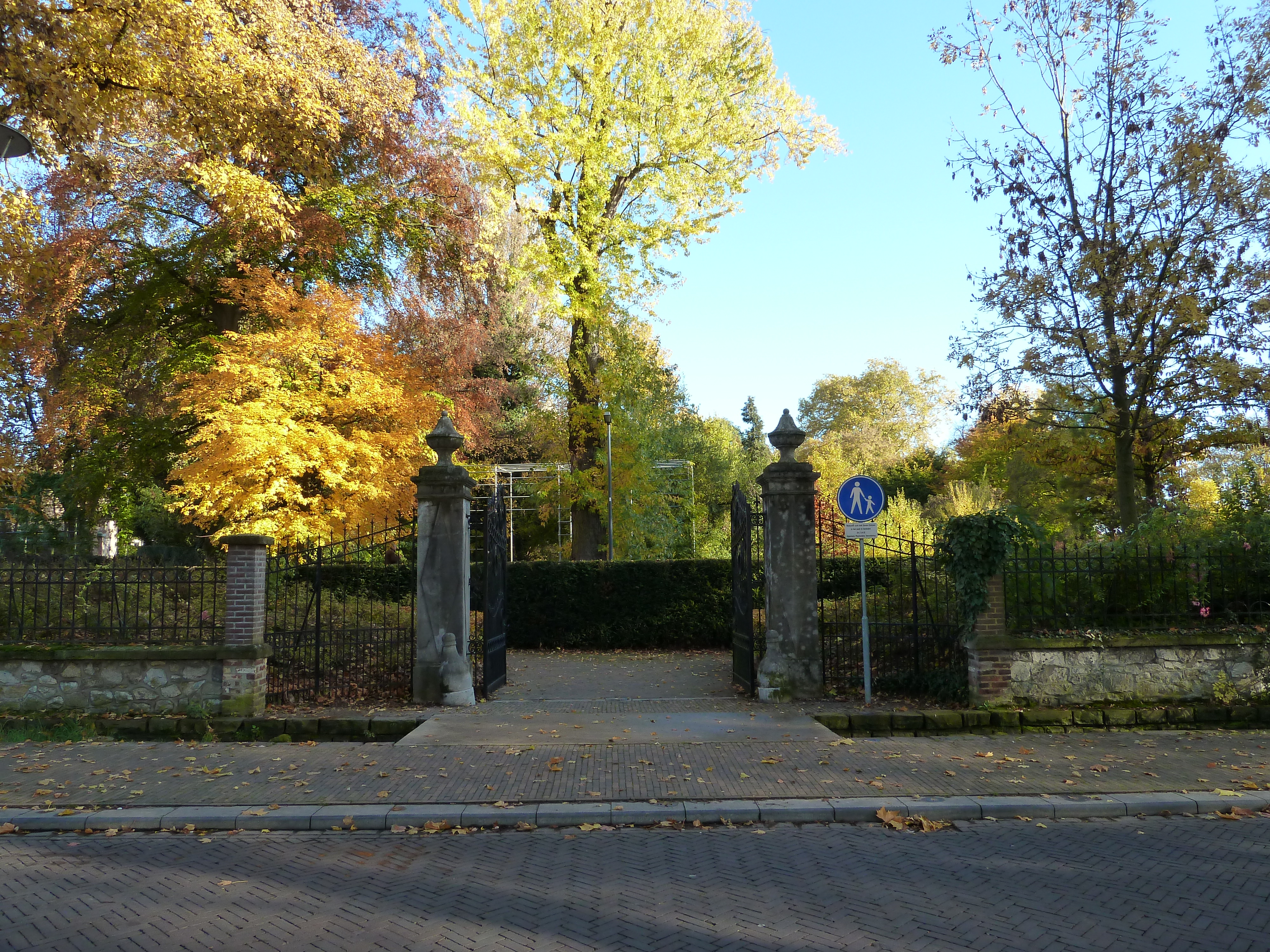
Hekstijlen van proosdij-kasteel van 1804

Het Proosdijpark is een park, centraal gelegen in de Nederlandse plaats Meerssen.
In 1642 werd bij de Proosdij van Meerssen een park aangelegd in Franse stijl. In 1795 werd de proosdij door de Fransen opgeheven en de proosdijgebouwen met omringende tuinen en landerijen verkocht. De proosdijgebouwen werden deels afgebroken en op het terrein verrees een herenhuis dat 'proosdij-kasteel' werd genoemd. Het park werd heringericht in Engelse landschapsstijl. In 1807 werd op initiatief van Charles Clément Roemers, de toenmalige bewoner, de noordelijke Geultak verlegd.
In 1858 werd een folly aangelegd, bestaande uit een brug die geen enkel doel had, gebouwd met materiaal van het voormalig proosdijgebouw. In 1888 werd de theekoepel Gloriëtte gebouwd. Omstreeks 1890 werd het park enigszins aangepast naar plannen van L. von Fisenne.
In 1936 werd het proosdij-kasteel afgebroken en werd in plaats daarvan het Klooster Kleine Zusters van Sint Joseph gebouwd. In 2006 verlieten de laatste zusters het klooster, waarna het - tegen de bedoeling van de zusters - met sloop werd bedreigd. Hiertegen kwam verzet en uiteindelijk werd het omgebouwd tot appartementencomplex met de naam Nieuw Proosdij.
In 1941 werd in het park de Vredeskapel gebouwd.